# Coleophora hackmani
Coleophora hackmani é uma espécie de mariposa do gênero Coleophora pertencente à família Coleophoridae.